# Jaguar Mark V

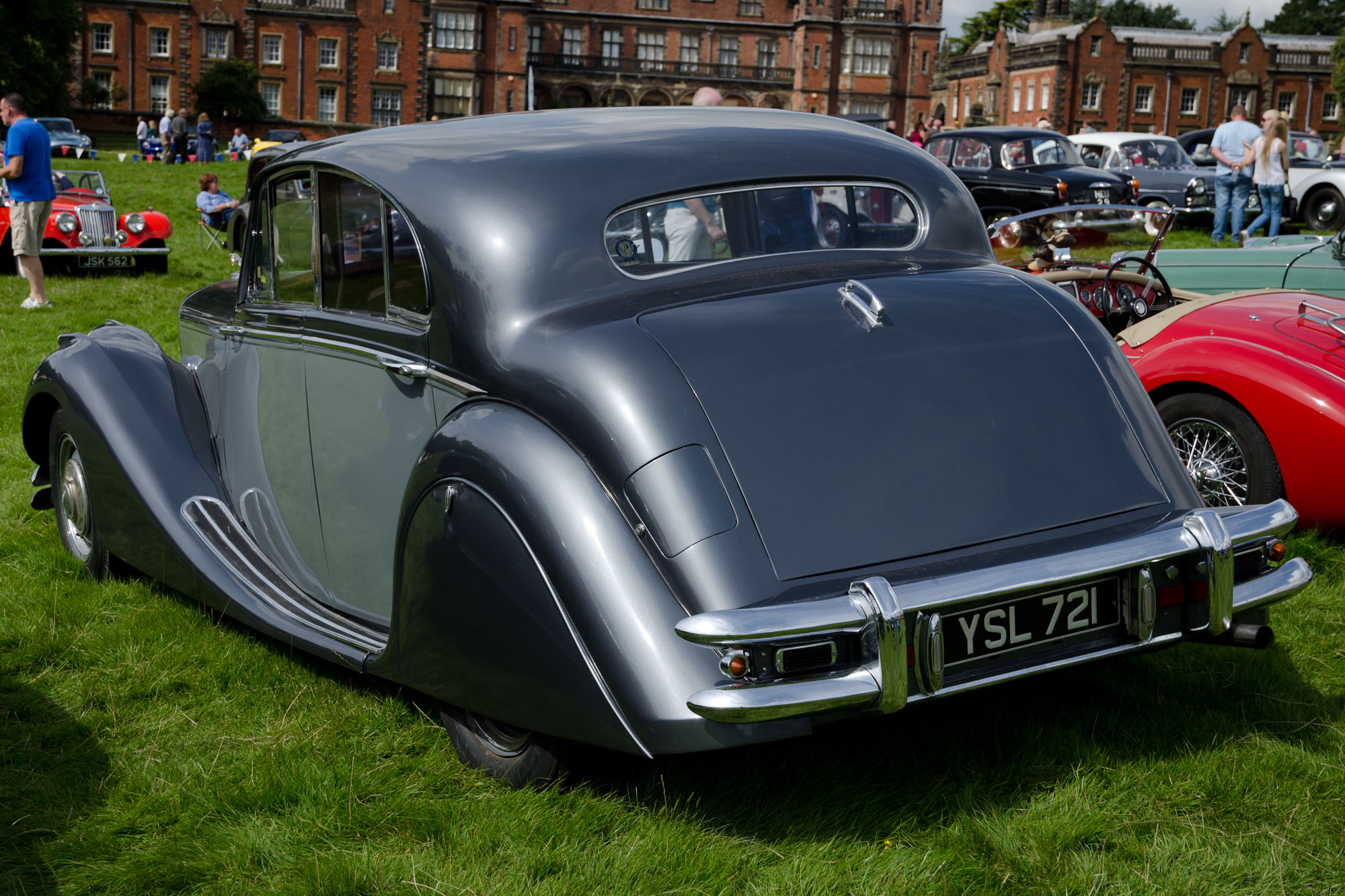
Il retro di una Jaguar Mark V berlina.

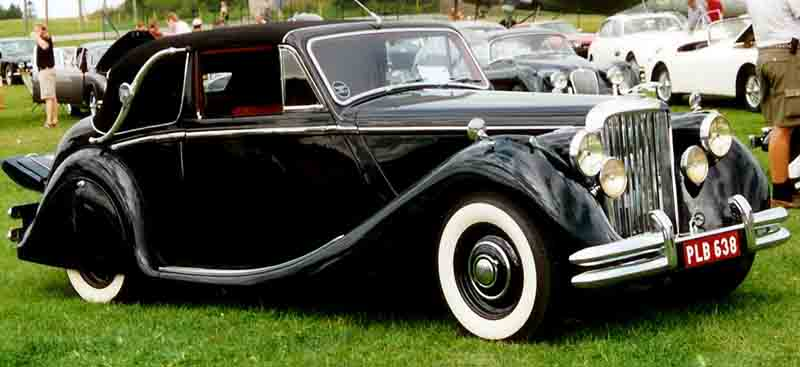
Jaguar Mark V "Drophead Coupé" (cabriolet).

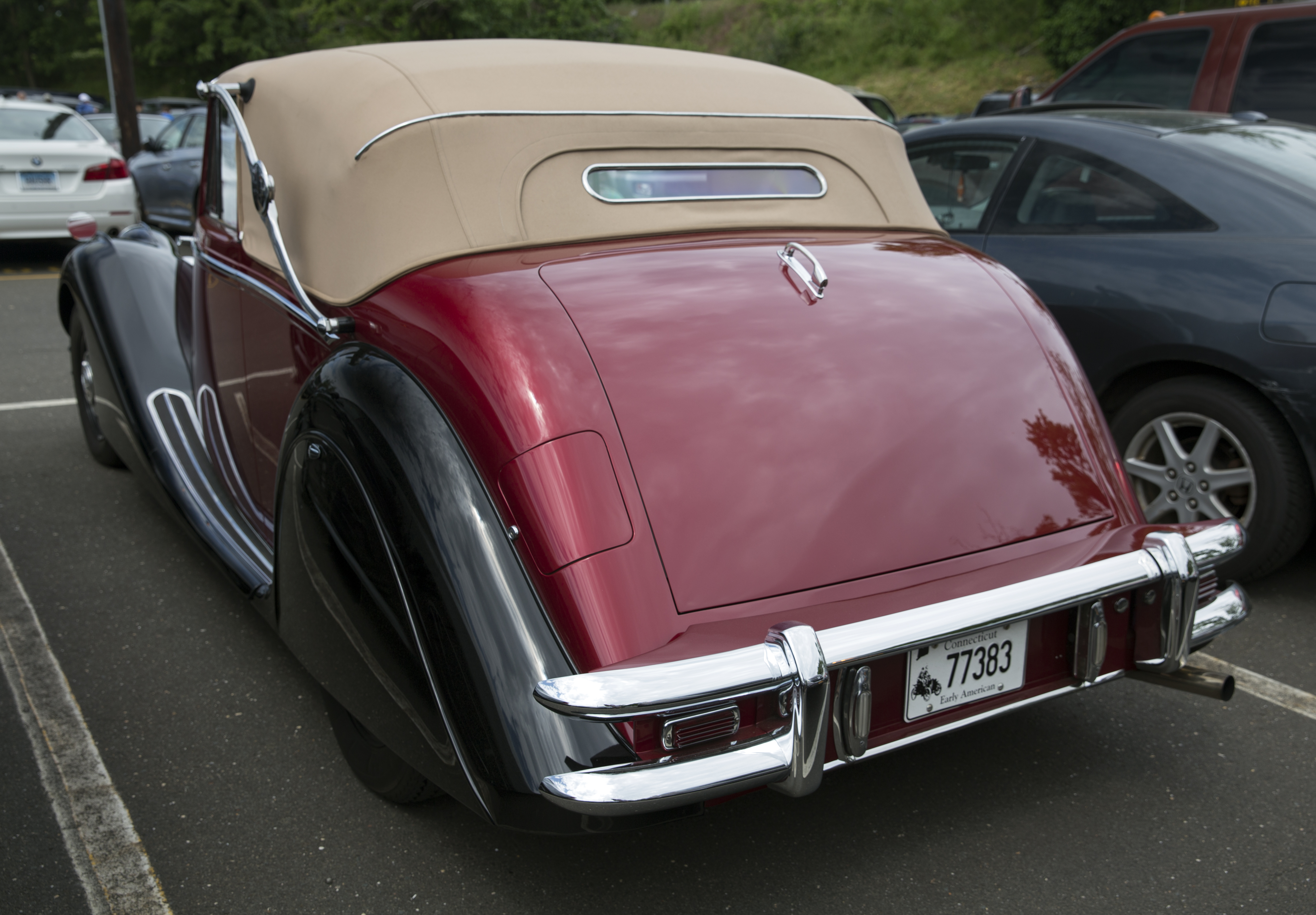
Il retro di una Jaguar Mark V Drophead Coupé

La Mark V è una autovettura prodotta dalla Jaguar dal 1948 al 1951. Una versione della Mark V con motore potenziato è conosciuta come Jaguar Mark VI, ma furono costruiti solamente due esemplari.

## Il contesto
L'origine del nome è piuttosto curiosa, dato che non ci furono vetture Jaguar precedenti che si chiamassero Mark I, Mark II e Mark III. Inoltre, la denominazione di MK IV fu assegnata solamente in seguito, più precisamente in occasione del lancio del Mark V. 
Fu forse un riferimento alla Bentley che nel 1939 costruì 11 esemplari dell'omonima Bentley Mark V berlina (prodotta dal 1939 al 1941). In seguito, la Casa britannica riesumò suddetto criterio di denominazione anche per la Bentley Mark VI, prodotta dal 1946 al 1952. La Bentley abbandonò poi definitivamente le denominazioni Mark, mentre la Jaguar continuò ad adottarla per i suoi modelli, più precisamente dalla Mark VII alla Mark X.
Il modello fu introdotto al salone dell'automobile di Londra del 1948 insieme alla XK120, con cui condivideva lo stand. In seguito, la Mark V superò largamente la XK120 come volume di vendite. Infatti della prima furono prodotti in media 5.000 esemplari ogni anno, mentre della seconda furono poste in commercio annualmente 2.000 vetture.
Nel 1951 la Mark V fu sostituita dalla Mark VII. Quest'ultima possedeva lo stesso passo della Mark V, ma era più lunga ed aveva la linea della carrozzeria più aerodinamica. Quest'ultima continuò ad essere applicata anche su vetture successive, come sulla Mark VIII e sulla Mark IX.
Oltre alla versione berlina, venne anche prodotta la versione cabriolet, che oggi è molto ricercata.

## Caratteristiche tecniche
Mentre la XK120 aveva installato il nuovo motore XK a sei cilindri in linea e doppio albero a camme in testa, la Mark V montava un propulsore con lo stesso numero di cilindri e con la medesima configurazione degli stessi, ma a singolo asse a camme laterale e valvole in testa che, insieme al gruppo formato dall'albero di trasmissione, dal cambio e dal differenziale, erano in voga sulle Jaguar fin dal 1936. Il motore era disponibile in due cilindrate, 2.664 cm³ o 3.485 cm³. La potenza erogata dal primo propulsore era di 104 CV, mentre il secondo motore, che fu più popolare, sviluppava 125 CV. Non venne fornito un motore da 1,5 L. 
Il telaio era nuovo e possedeva delle sospensioni anteriori indipendenti con doppi bracci oscillanti e barra di torsione. Questa configurazione venne successivamente applicata anche a molti altri modelli successivi. La Mark V aveva installato anche freni idraulici, che vennero adottati dalla Jaguar relativamente in ritardo rispetto alle altre Case automobilistiche, ed un corpo vettura in acciaio pressato.
La calandra cromata a sviluppo verticale ed il logo sulla sommità del radiatore con il giaguaro in procinto di balzare, divenne optional.
Le ruote erano d'acciaio ed avevano un diametro di 410 mm, e quindi erano significativamente più piccole rispetto a quelle installate sulla Mark IV, che possedevano invece un diametro di 460 mm. Lateralmente, un tocco di stile distintivo fu l'andamento curvilineo alla base del finestrino posteriore. I passaruota posteriori carenati erano di serie.
La trasmissione era manuale a quattro rapporti.

## Prestazioni
Un esemplare con motore da 3,5 L fu provato dal periodico The Motor nel 1949. Vennero registrate una velocità 146 km/h ed un'accelerazione da 0 a 97 km/h di 20,6 secondi. Il consumo di carburante fu di 15,5 L ogni 100 km. Il modello utilizzato nel test costava 1.263 sterline incluse le tasse.

## Esemplari prodotti
Il numero degli esemplari prodotti furono:
- Motore da 2,5 L, berlina: 1.647
- Motore da 2,5 L, cabriolet: 28
- Motore da 3,5 L, berlina: 7.814
- Motore da 3,5 L, cabriolet: 977